# Светска контролна листа одабраних породица биљака
Светска контролна листа одабраних породица биљака (енгл. World Checklist of Selected Plant Families, скраћено WCSP), међународни је колаборативни програм који пружа пир ривју мишљења о прихваћеним научним именима и синонимима одабраних породица биљака. Одржавају га Краљевске ботаничке баште у Кјуу. Доступан је онлајн и омогућава претрагу имена породица, родова и врста, као и опцију стварања контролних листа.
Пројекат вуче корене до рада Кјуове истраживачице Рафаеле Херман Ане Говарц, која је 1990-их радила на контролним листама рода Quercus (храст). Под утицајем Глобалне стратегије за очување биљака пројекат се значајно проширио. Децембра 2016. године имао је евидентиране 173 породице семењача, са 155 сарадника из 22 земље света. Покривеност монокотиледонама је била веома добра; друге породице се и даље дорађују.
Постоје комплементаран пројекат под називом Међународни индекс биљних имена (IPNI), у који је Кју такође укључен. IPNI има за циљ пружити информације о публикацији а не одређивати која су прихваћена имена врста. Након чекања од око годину дана, новообјављена имена су аутоматски додана из IPNI-ја у WCSP. Сајт WCSP је такође једна од подбаза података базе The Plant List, коју је створио Кју у сарадњи са Ботаничким баштама Мисурија (пројекат покренут 2010).